# 王允卿

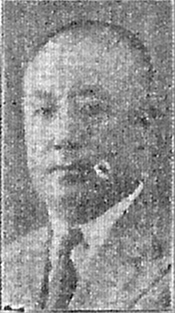

王允卿（1890年—1954年），字庚阳，辽宁海城人。中華民國及滿洲國司法、政治及外交人物。

## 生平
王允卿早年毕业于日本明治大学政治经济系。毕业后，曾任山西大学教授、天津地方检察厅检察官、国民政府司法部法令审议会副委员长。满洲国成立后，历任满洲国吉林高等检察厅厅长、奉天省民政厅厅长、热河省省长、国务院总务厅次长、满洲国驻日本大使。1949年，在中国人民解放军攻入南京的前夕，王允卿經国民党释放，回到长春居住。1951年4月26日，长春市公安局以反革命罪將之逮捕归案。1954年，王允卿病死于长春监狱。终年64岁。